# Бармер (округ)
Ба́рмер (англ. Barmer, хинди बाड़मेर जिला) — округ в индийском штате Раджастхан. Разделён на четыре подокруга. Расположен в западной части штата, в пустыне Тар. Административный центр округа — город Бармер. Согласно всеиндийской переписи 2001 года население округа составляло 1 963 758 человек. 86,27 % населения исповедовали индуизм, 11,8 % — ислам и 1,8 % — джайнизм. Уровень грамотности взрослого населения составлял 59,65 %, что соответствует среднеиндийскому уровню (59,5 %). На территории округа находятся крупные нефтяные месторождения.